# Jornalismo político
Chama-se Jornalismo Político a especialização da profissão jornalística nos assuntos relativos à política (em níveis local, regional e nacional), ao parlamento, aos partidos e a todas as esferas de poder formal na sociedade.
Em vários veículos, a cobertura política é fundida com a editoria Nacional.

## Temas
As pautas do Jornalismo Político incluem a cobertura de eventos (eleições, revoluções, golpes, votações parlamentares, decretos, negociações entre partidos e blocos de poder e inúmeros outros), as instituições que geram produtos e fatos (governos, ministérios, secretarias, partidos, órgãos oficiais, institutos de pesquisa de opinião), as políticas públicas (ministérios da área institucional, secretarias de governo) e o dia-a-dia do poder.
Nestes assuntos do cotidiano, incluem-se: negociações, acordos e trâmites de projetos de lei, mudanças de cargos, processos contra políticos e ocupantes de cargos públicos, além de escândalos de crimes políticos, abuso de poder, tráfico de influência e corrupção.

## Jornalismo Político no Brasil
As editorias de política dos principais jornais diários brasileiros são chamadas de "País" no JB, "Poder" na Folha de S.Paulo, "Nacional" em O Estado de S.Paulo, "O País" em O Globo, "Brasil" em O Dia, "Política" no Zero Hora, "Política" no Estado de Minas, "Brasil" em A Tarde, "Política" no Diário de Pernambuco, "Política" no Correio Braziliense, "Política" em O Popular e "Poder" em O Liberal, "Nacional" em Diário do Nordeste e "Política" em O Povo.
No entanto, é sempre interessante estar atento ao viés nem tão imparcial dos jornais no que se refere à cobertura política. No Brasil, os jornais têm uma linha política, que fica oculta sob a aparência da imparcialidade.